# Трансформация (лингвистика)
Трансформа́ция — понятие языкознания, восходящее к З. Харрису и первоначально обозначавшее то или иное правило, по которому из так называемых ядерных предложений языка (таковыми считались простые утвердительные предложения с глаголом в изъявительном наклонении активного залога настоящего времени без модальных слов и осложняющих элементов) получаются производные:102. Так предполагалось объяснять явления парадигматики в синтаксисе — случаи, когда определённое изменение значения ядерного предложения достигается определённым преобразованием, не изменяющим синтаксических отношений в предложении и его лексического состава.

## В трансформационно-порождающей грамматике
В ранней версии трансформационно-порождающей грамматики Н. Хомского синтаксические трансформации были разделены на обязательные, применение которых для глубинных структур данного типа обязательно:105 и не может быть обойдено (без применения трансформации результирующее предложение было бы неграмматичным) и факультативные:451—452, применение которых необязательно в том смысле, что как подлежащая трансформации структура, так и результат преобразования являются соответствуют грамматичным предложениям. Термин «ядерное предложение» был переопределён: теперь под ядром языка понималось множество предложений, при порождении которых к цепочкам символов, получаемым с помощью правил грамматики непосредственно составляющих, применяются только лишь обязательные трансформации:452.